# Championnats de France d'hiver de natation 1964
Navigation
Paris été 1963 Paris été 1964
Les championnats de France d'hiver de natation 1964 se tiennent à la piscine Vallier de Marseille, un bassin de 25 mètres. La première édition des championnats de France de natation a lieu en 1899 et ils se déroulent annuellement. Durant la période de 1961 à 1996 deux éditions ont lieu par an, les championnats de France d'hiver et d'été.

## Résultats
|                   | Homme             | Homme         | Femme           | Femme         |
| Épreuve           | Nageur            | Résultat      | Nageur          | Résultat      |
| ----------------- | ----------------- | ------------- | --------------- | ------------- |
| 50 m nage libre   | Alain Gottvallès  | 25 s 2        | Noëlle Lefèvre  | 29 s 8        |
| 100 m nage libre  |                   |               |                 |               |
| 200 m nage libre  | Francis Luyce     | 2 min 03 s 9  | Claude Pimont   | 2 min 24 s 8  |
| 400 m nage libre  |                   |               |                 |               |
| 800 m nage libre  |                   |               | Annie Vanacker  | 10 min 31 s 6 |
| 1500 m nage libre | Marcel Louvet     | 17 min 57 s 8 |                 |               |
| 50 m dos          |                   |               | Christine Caron | 32 s 2        |
| 100 m dos         | Robert Christophe | 1 min 03 s 4  |                 |               |
| 200 m dos         |                   |               | Christine Caron | 2 min 29 s 6  |
| 50 m brasse       |                   |               |                 |               |
| 100 m brasse      | George Kiehl      | 1 min 12 s 3  | Michèle Pialat  | 1 min 22 s 9  |
| 200 m brasse      |                   |               |                 |               |
| 50 m papillon     |                   |               |                 |               |
| 100 m papillon    | Jean Pommat       | 1 min 01 s 7  |                 |               |
| 200 m papillon    |                   |               |                 |               |
| 200 m 4 nages     | Alain Mosconi     | 2 min 24 s 6  | Christine Caron | 2 min 41 s 7  |
| 400 m 4 nages     |                   |               |                 |               |